# Etheostoma akatulo
Etheostoma akatulo е вид лъчеперка от семейство Percidae. Видът е застрашен от изчезване.

## Разпространение
Разпространен е в САЩ.